# Calyptrochaeta spinosa
Calyptrochaeta spinosa là một loài rêu trong họ Daltoniaceae. Loài này được Nog. Ninh mô tả khoa học đầu tiên năm 1981.